# Philorhizus wollastoni
Philorhizus wollastoni é uma espécie de insetos coleópteros pertencente à família Carabidae.
A autoridade científica da espécie é Fauvel, tendo sido descrita no ano de 1905.
Trata-se de uma espécie presente no território português.